# Wolfram Sievers
Wolfram Sievers (Hildesheim, 10 luglio 1905 – Landsberg am Lech, 2 giugno 1948) è stato un militare tedesco, di grado colonnello, condannato a morte al termine della seconda guerra mondiale nel processo ai dottori.

## Biografia
Sievers nacque nel 1905 a Hildesheim, una cittadina in provincia di Hannover (ora in Bassa Sassonia), figlio di un musicista della chiesa protestante. Pare che fosse dotato musicalmente e che suonasse clavicembalo, organo e piano e che amasse la musica barocca tedesca. Fu espulso da scuola poiché attivista del Deutschvölkischer Schutz und Trutzbund, un'organizzazione antisemita ma continuò i suoi studi in storia, filosofia e religione al Politecnico di Stoccarda mentre lavorava come venditore di libri.

## Collaborazione con l'Ahnenerbe
Nel 1929 Sievers si unì al Partito Nazista e nel 1933 divenne leader del Externsteine-Stiftung, gruppo fondato da Heinrich Himmler per studiare il complesso megalitico dell'Externsteine nella foresta di Teuteburgo. Nel 1935 si unì alle SS e nello stesso anno venne insignito del titolo di Reichsgeschäftsführer, segretario generale, della fondazione Ahnenerbe ("eredità ancestrale") di Himmler. L'attività principale e gli studi di questa fondazione vertevano sulla ricerca genetica finalizzata all'ottenimento della pura razza germanica. Divenne il direttore delle operazioni dell'Ahnenerbe e venne elevato al grado di SS-Standartenführer alla fine del 1935.
Nel 1943 Sievers divenne direttore dell'Institut für Wehrwissenschaftliche Zweckforschung (Istituto per la ricerca scientifica militare) la quale condusse estensivamente numerosi esperimenti utilizzando cavie umane. Allestì inoltre una personale collezione di crani e scheletri umani esibita poi come parte di uno studio condotto insieme al medico August Hirt alla Reichsuniversität di Strasburgo derivante da 112 prigionieri ebrei appositamente selezionati e uccisi dopo essere stati misurati per analisi antropometriche e fotografati.

## Processo di Norimberga
Ritenuto colpevole di crimini di guerra, crimini contro l'umanità e d'aver fatto parte di un'organizzazione criminale (Sievers era nel frattempo diventato colonnello delle SS) tra i medici del processo di Norimberga alla fine della Seconda Guerra Mondiale dove venne soprannominato "Il Barbablù nazista" dal giornalista William L. Shirer a causa del suo aspetto fisico e della crudeltà. In sua difesa affermò di aver militato nel 1933 nel movimento di resistenza antinazista pianificando l'assassinio di Hitler e di Himmler nonché di aver frequentato l'Ahnenerbe per avvicinarsi a Himmler e controllare i suoi movimenti. Affermò inoltre di essere rimasto in qualità di membro attivo nel movimento di resistenza passando informazioni essenziali che avrebbero portato alla caduta del regime nazista. Venne perseguito per la sua responsabilità per gli esperimenti umani condotti sotto la sua supervisione all'interno della società Ahnenerbe, venne condannato a morte per impiccagione a seguito del processo ai dottori. La condanna venne eseguita il 2 giugno nella prigione di Landsberg am Lech.

## Curiosità
- Il politologo e filosofo russo Aleksandr Dugin utilizzò negli anni ottanta lo pseudonimo di Hans Siever, in omaggio a Wolfram Sievers[8].